# New-York-City-Marathon 2009

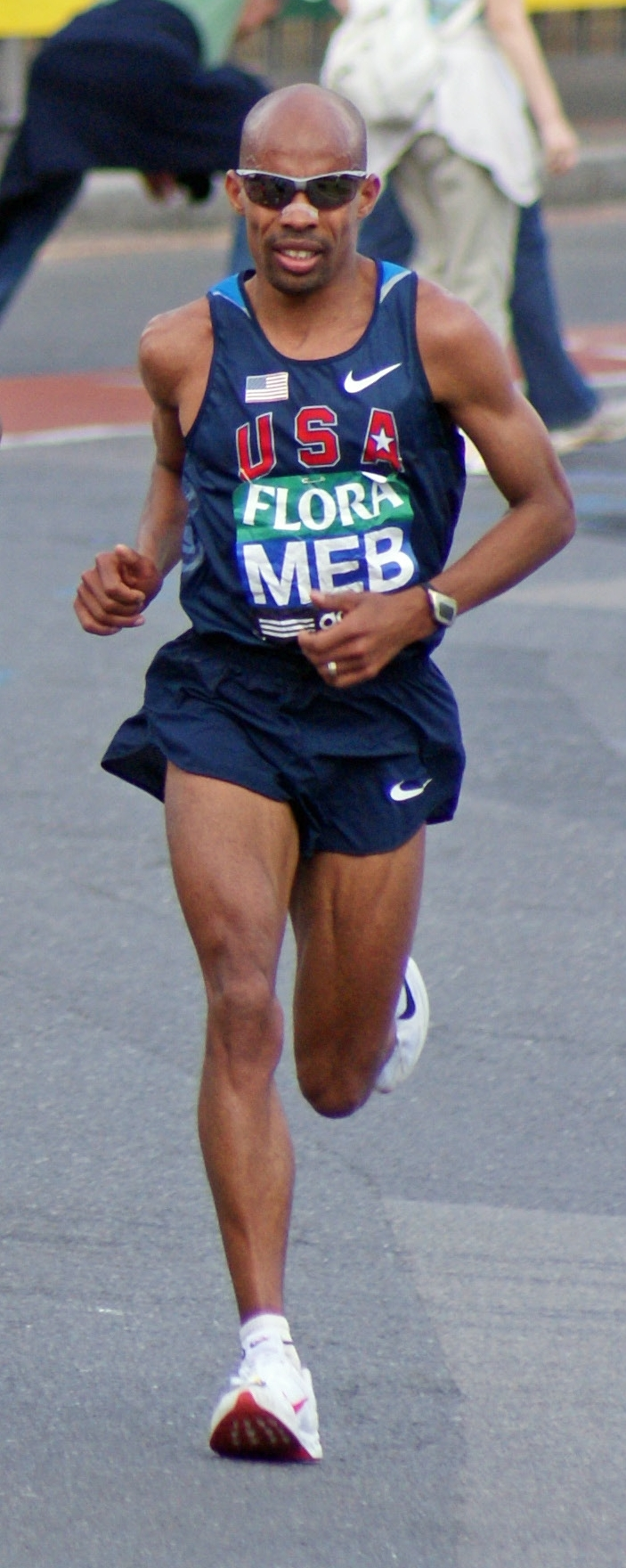
Meb Keflezighi 2009 beim London-Marathon

Der New-York-City-Marathon 2009 war die 40. Ausgabe der jährlich stattfindenden Laufveranstaltung in New York City, Vereinigte Staaten. Der Marathon fand am 1. November 2009 statt und war der sechste World Marathon Majors des Jahres.
Bei den Männern gewann Meb Keflezighi in 2:09:15 h und bei den Frauen Derartu Tulu in 2:28:52 h.

## Ergebnisse

### Männer
| Platz | Athlet                    | Land               | Zeit (h) |
| ----- | ------------------------- | ------------------ | -------- |
| 01    | Meb Keflezighi            | Vereinigte Staaten | 2:09:15  |
| 02    | Robert Kipkoech Cheruiyot | Kenia              | 2:09:56  |
| 03    | Jaouad Gharib             | Marokko            | 2:10:25  |
| 04    | Ryan Hall                 | Vereinigte Staaten | 2:10:36  |
| 05    | Abderrahime Bouramdane    | Marokko            | 2:12:14  |
| 06    | Hendrick Ramaala          | Südafrika          | 2:12:30  |
| 07    | Jorge Torres              | Vereinigte Staaten | 2:13:00  |
| 08    | Nick Arciniaga            | Vereinigte Staaten | 2:13:46  |
| 09    | Abdihakem Abdirahman      | Vereinigte Staaten | 2:14:00  |
| 10    | Jason Lehmkuhle           | Vereinigte Staaten | 2:14:39  |

### Frauen
| Platz | Athletin              | Land                   | Zeit (h) |
| ----- | --------------------- | ---------------------- | -------- |
| 01    | Derartu Tulu          | Äthiopien              | 2:28:52  |
| 02    | Ljudmila Petrowa      | Russland               | 2:29:00  |
| 03    | Christelle Daunay     | Frankreich             | 2:29:16  |
| 04    | Paula Radcliffe       | Vereinigtes Königreich | 2:29:27  |
| 05    | Salina Jebet Kosgei   | Kenia                  | 2:31:53  |
| 06    | Magdalena Lewy-Boulet | Vereinigte Staaten     | 2:32:17  |
| 07    | Bizunesh Deba         | Äthiopien              | 2:35:54  |
| 08    | Serkalem Biset Abrha  | Vereinigte Staaten     | 2:37:20  |
| 09    | Yuri Kanō             | Japan                  | 2:39:05  |
| 10    | Desirée Ficker        | Vereinigte Staaten     | 2:39:30  |